# Chrysler Executive
Chrysler Executive – samochód osobowy klasy luksusowej produkowany pod amerykańską marką Chrysler w latach 1983 – 1986. 

## Historia i opis modelu

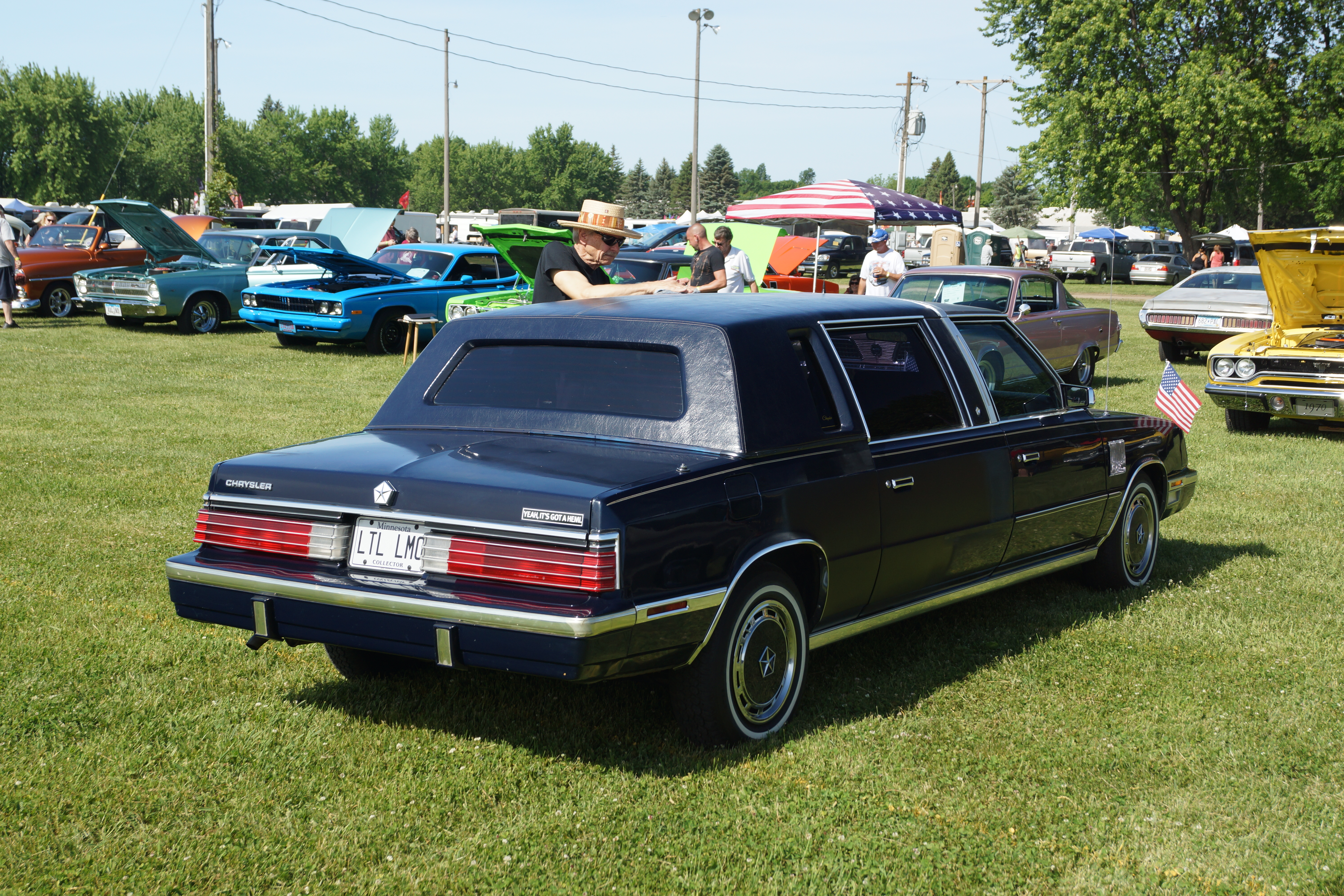
Chrysler Executive - tył

Samochód powstał jako kolejny z wariantów modeli E-Class, LeBaron i New Yorker jako najbardziej luksusowy wariant. Executive został oparty na wydłużonej płycie podłogowej Chrysler K-body. Dostępny był wyłącznie jako 4-drzwiowy sedan. 
Do napędu używano benzynowych turbodoładowanych silników R4 o pojemności 2,2 oraz wolnossących 2.6. Moc przenoszona była na oś przednią poprzez 3-biegową automatyczną skrzynię biegów.
Model dostępny był w dwóch wariantach: Executive Sedan – 5-miejscowa, lata produkcji 1983-84 oraz Executive Limousine – dłuższy rozstaw osi, siedem miejsc siedzących.

### Wersje wyposażeniowe
- Executive Sedan
- Executive Limousine

### Silniki
- L4 2.2l Turbo
- L4 2.6l Mitsubishi